# Scutisorex thori
Scutisorex thori är ett däggdjur i familjen näbbmöss som förekommer i centrala Afrika. Fram till upptäckten av denna art var pansarnäbbmusen den enda arten i släktet Scutisorex. Artepitet i det vetenskapliga namnet hedrar Thorvald "Thor" Holmes, Jr. som forskar vid museet för ryggradsdjur som är ansluten till Humboldt State University i Kalifornien.
I jämförelse till övriga kroppen är kraniet hos Scutisorex thori mindre än hos pansarnäbbmusen. Dessutom är revbenen kraftigare och mer avplattade. Antalet ländkotor är hos Scutisorex thori 8, alltså två färre än hos pansarnäbbmusen. Den spräckliga pälsen på ovansidan bildas av 5 till 6 mm långa och ljusgråa hår varav några har bruna spetsar. Dessutom är flera 8 till 10 mm och svarta täckhår inblandade. På undersidan förekommer endast korta ljusgråa hår. Svansen är huvudsakligen uppdelad i en mörkbrun ovansida och en ljusare undersida. Svansens spets är däremot krämfärgad. Artens fötter bär korta svarta hår på ovansidan och vid tårna förekommer robusta böjda klor.
Arten är endast känd från provinsen Tshuapa i Kongo-Kinshasa och den hittades nära floden som likaså heter Tshuapa. Fyndplatsen ligger 358 meter över havet. Regionen är täckt av fuktig skog.
Det enda kända exemplaret är en hona som vid fyndet var dräktig med en embryo.
Informationer om möjliga hot samt om populationens storlek saknas. IUCN listar arten med kunskapsbrist (DD).